# Mes repères
Albums de La Fouine
Capitale du crime
(2008) Capitale du crime volume 2
(2010)
Singles
1. Ça fait mal (remix)
Sortie : 24 novembre 2008
2. Tous Les Mêmes
Sortie : 12 janvier 2009
3. Du ferme
Sortie : 16 février 2009
4. Hamdoulah moi ça va
Sortie : 25 mai 2009
5. Chips
Sortie : 23 novembre 2009

Mes Repères est le troisième album de La Fouine sorti le lundi 23 février 2009. 
Le 1er extrait de l'album fut Ça fait mal (remix) avec Soprano et Sefyu. Il sera suivi de Tous les Mêmes et de Du ferme puis de Hamdoulah moi ça va et enfin de Chips. L'album a été certifié disque d'or en octobre 2009.

## Liste des titres
| No  | Titre                                       | Producteur(s)    | Durée |
| --- | ------------------------------------------- | ---------------- | ----- |
| 1.  | Du ferme                                    | Canardo          | 3:51  |
| 2.  | Immortelles                                 | Canardo          | 4:37  |
| 3.  | Tous les mêmes                              | Canardo          | 4:19  |
| 4.  | Rap français                                | Tiery.F          | 3:53  |
| 5.  | Ça fait mal                                 | Animalsons       | 3:43  |
| 6.  | On fait l'taf                               | Canardo          | 4:44  |
| 7.  | Interlude en studio                         | Canardo          | 1:41  |
| 8.  | De l'or                                     | Street Faboulous | 3:25  |
| 9.  | Repartir à zero (feat. Soprano)             | Canardo          | 4:23  |
| 10. | Interlude salam                             | Canardo          | 0:49  |
| 11. | Afrika                                      | Canardo          | 3:22  |
| 12. | Hamdoulah moi ça va (feat. Canardo)         | Canardo          | 4:35  |
| 13. | Rap inconscient                             | Gee Futuristic   | 5:02  |
| 14. | Chips                                       | Canardo          | 3:18  |
| 15. | Mes repères                                 | Canardo          | 3:47  |
| 16. | Je sais ou ça ramène                        | Canardo          | 3:10  |
| 17. | La Mémoire dans la peau                     | Maestro Minded   | 4:41  |
| 18. | Feu rouge                                   | Animalsons       | 4:41  |
| 19. | Ça fait mal - Remix (feat. Soprano & Sefyu) | Animalsons       | 4:30  |

## Samples
- Du ferme a utilisé un sample de Book of Rhymes un titre du rappeur Nas present sur son album God's Son.
- Interlude en studio a utilisé un sample de Someone You Use de la chanteuse Candi Staton.
- Immortelles a utilisé un sample de Departure Bay de la chanteuse Diana Krall.
- Hamdoulah moi ça va contient un sample vocal de Molotov 4 du rappeur Sefyu.

## Contenu
Le morceau Du ferme est une fiction qui raconte l'histoire de 3 personnages : Sam, qui lors d'une soirée se fait arrêter pour trafic de drogue. Redouane qui lorsqu'il rentre chez lui, trouve sa femme en train de le tromper, et la tue. Moussa qui est entraîné dans un cambriolage par ses amis, mais qui ne sait pas que des personnes sont victimes d'agression dans la maison qu'il cambriole.
Dans L'interlude studio, on entend La Fouine téléphoner à son manager pour lui demander si T-Pain était disponible pour le morceau De l'or, son manager l'informe qu'il a un problème d'emploi du temps, La Fouine l'insulte et le morceau De l'or débute. La Fouine expliquera dans une interview que ce n'est qu'une fiction. La Fouine a par la suite réellement enregistré une chanson en featuring avec T-Pain qui s'appelle Rollin' Like a Boss et qui apparaît sur la mixtape de La Fouine, Capitale du crime volume 3.
Le clip Du ferme est élu clip de l"année 2009 par le magazine Rap & R'n'B.
La prison est un thème récurrent dans les pistes de l'album. L'excès d'auto-tune et la répétitivité des thèmes nuisent au talent de La Fouine, selon la radio Générations.

## Singles officiels
- Ça fait mal remix avec Soprano et Sefyu (50 000 exemplaires vendus[3])
- Tous les mêmes  (plus de 34 000 téléchargements légaux[3])
- Chips

## Singles promotionnels
- Du ferme (plus de 46 000 exemplaires vendus[3])
- Hamdoullah moi ça va avec Canardo  (plus de 22 000 téléchargements légaux[3])

## Clips
- Novembre 2008 : Ça fait mal (Remix)  (réalisé par Mazava Prod)
- Janvier 2009 : Tous les mêmes (réalisé par Mazava Prod)
- Février 2009 : Du ferme (réalisé par Mazava Prod)
- Mai 2009 : Hamdoullah moi ça va (réalisé par Mazava Prod)
- Novembre 2009 : Chips (réalisé par Mazava Prod)

## Accueil commercial
L'album est au hit-parade pendant 27 semaines en Belgique francophone, et atteint la treizième position. En France, il atteint la deuxième position et reste 61 semaines dans les classements. En Suisse, il atteint la septantième position pendant une semaine.